# Dolní Dvorce (Dyjice)
Dolní Dvorce (německy Unter Höfen) jsou vesnice, místní část Dyjice.

## Název
Název se vyvíjel od varianty Dworcze (1673), Dwortze (1720, 1751), Unter Dwortze a Dolnij Dworce (1846) k podobám Unter Dworze a Dolní Dvorce v roce 1872. Ves název získala podle dvou lánových selských dvorů, které zde stály v roce 1580.

## Historie
První písemná zmínka o Dolních Dvorcích pochází z roku 1580.
Z hlediska územní správy byly Dolní Dvorce vedeny v roce 1869–1930 jako osada Dyjice v okrese Dačice, v roce 1950 jako osada Dyjice v okrese Třešť, v letech 1961–1980 jako část Dyjice v okrese Jihlava, v letech 1980–1991 jako část Telče a od roku 1992 opět jako část Dyjice.

## Přírodní poměry
Katastrální území Dolních Dvorců leží v kraji Vysočina v okrese Jihlava. Na jihovýchodě sousedí s Dyjičkou, na východě se Strannou, na severovýchodě s Žatcem, na severozápadě s Mysliboří a na západě s Telčí.
Geomorfologicky je oblast součástí Česko-moravské subprovincie, konkrétně Křižanovské vrchoviny a jejího podcelku Dačická kotlina. Dolní Dvorce se rozkládají v jihovýchodní části svého území. Nadmořská výška zastavěné části obce se pohybuje kolem 519 m, nejvýše dosahuje území Dolních Dvorců na severozápadě v kótě Klikův kopec (545 m n. m.). Odtud se území svažuje do údolí Moravské Dyje, která vytváří východní hranice území Dolních Dvorců. Těsnou blízkostí obce prochází silnice č. I/23, která Dolní Dvorce spojuje s Telčí a Starou Říší. S územím mateřské obce je spojena místní komunikací přes Dyjičku.

## Obyvatelstvo
Podle sčítání 1930 zde žilo v 6 domech 35 obyvatel. 35 obyvatel se hlásilo k československé národnosti. Žilo zde 35 římských katolíků. V roce 2001 zde žilo 10 obyvatel.
| Rok            | 1869 | 1880 | 1890 | 1900 | 1910 | 1921 | 1930 | 1950 | 1961 | 1970 | 1980 | 1991 | 2001 | 2010 | 2012 |
| -------------- | ---- | ---- | ---- | ---- | ---- | ---- | ---- | ---- | ---- | ---- | ---- | ---- | ---- | ---- | ---- |
| Počet obyvatel | 25   | 36   | 43   | 42   | 26   | 34   | 35   | 21   | 19   | 12   | 15   | 11   | 10   | 15   | 14   |

## Hospodářství a doprava
Obcí prochází silnice II. třídy č. 23 ze Staré Říše do Telče. Dopravní obslužnost zajišťují dopravci ICOM transport, ČSAD Jindřichův Hradec a TRADO-BUS. Autobusy jezdí ve směrech Dačice, Nová Říše, Stará Říše, Telč, Zadní Vydří a Třebíč.

## Školství, kultura a sport
Místní děti dojíždějí do základní školy a na gymnázium v Telči.

## Osobnosti
- Narodil se zde Antonín Burjan (1841–1919), středoškolský profesor a matematik, průkopník českojazyčného školství v Brně.[11]